# Рух національно-демократичної дії
Рух національно-демократичної дії (NDAM) — політична партія в Гамбії. NDAM був сформований Ваа Джуварою в 2001 році після президентських виборів того ж року. Джувара відокремився від Об'єднаної демократичної партії, звинувативши лідера партії Усаїну Дарбое у самовдоволенні.
У 2005 році партія приєдналася до опозиційної коаліції «Національний Альянс за Демократію та Розвиток» (NADD).